# Мігай Алла Вілоріївна
Алла Вілоріївна Мігай (нар. 8 квітня 1955 р. у Києві) — українська телеведуча, тележурналістка, казкарка, композиторка, авторка понад 400 музичних казок для дітей різного віку, а також близько 800 пісень для дитячої й дорослої аудиторії, серед яких чимало популярних; оглядачка творчого об'єднання музичних та розважальних програм Національної телекомпанії України; заслужений діяч мистецтв України (2008). Автор дитячих збірок пісень "Подарунок", "Я по вулиці іду", аудіоальбомів "Подарунок", "Слухай казку", "Я по вулиці іду ", "Віримо", "Я скажу". Автор двох поетичних збірок "Сто сторінок кохання " и "Майже про кохання ". Педагог-методист Мистецького ліцею "Зміна" Дніпровського району міста Києва.

## Біографія
Алла Мігай - музикознавець за освітою. Після закінчення Київської державної консерваторії в 1980 році була направлена на Українське телебачення, де працювала у музичній та дитячій редакціях.
З дитинства Алла Вілоріївна почала писати пісні — спочатку для себе, згодом, з необхідності, до дитячих передач (це трапилося в 1988 році). Її дитячі пісеньки сподобалися редакторам «Мелодії» й вони запропонували композиторці записати платівку. Терміново був дописаний матеріал і в 1989 році з'явився диск «Подарунок», найвідомішою композицією альбому згодом стала колискова пісня Сонько-Дрімко, яка завершувала ефір дитячої передачі «Вечірня казка» на Першому національному каналі. Алла Мігай і дитячий ансамбль «Кияночка»". Відеоверсія альбому «Подарунок» згодом була придбана телекомпаніями 17 країн світу. Тоді ж Мігай дебютувала на телебаченні і як виконавиця власних ліричних пісень у передачах «Музичне кафе» та «Арт-майдан».
Пісні А. Мігай виконують народні артисти України Дмитро Гнатюк, Надія Крутова-Шестак, Володимир Гришко, Олександр Василенко, Віктор та Любов Анісімови, Інеса Братущик, квартет «Гетьман», ВІА"Кобза", Дмитро Гордон, Віктор Бронюк, Рок-група «Фата Моргана» та інші.
У 1996 році Алла Мігай випустила магнітоальбом «Слухай казку», записаний в БЗЗ з дитячим ансамблем «Зернятко».
Пісня «Молитва за Україну» на вірші Михайла Ковалка принесла композиторці титул «Українська мадонна» від Міжнародного благодійного фонду Святої Марії.
Понад 20 років вона була ведучою і автором «Вечірньої казки», що виходила на Першому національному каналі. Її аудиторія налічувала 15 мільйонів глядачів у всій Україні. Створила багато телевізійних фільмів патріотичної тематики як автор і режисер телебачення («Слава козацька», «Понтійська арена», «Гармонія душі», «Musiccamp», тощо.)
Режисер і організатор дитячих новорічних свят і фестивалей. Є активним членом (головою) журі багатьох музичних, театральних і телевізійних конкурсів («Кришталеві джерела», «Понтійська арена», «Театральні обрії», «Дитяче Євробачення», «Морська зірочка», тощо)
Творчий доробок складає 6 книжок пісень, казок і віршів для дитячої та дорослої аудиторії, магнітоальбоми «Подарунок» (на вірші Н.Кулик), «Слухай казку», «Віримо» (на вірші м. Ковалка), «Я по вулиці іду» (на вірші Т. Коломієць), «Я скажу!» (пісні і вірші в авторському виконанні). Проводить майстеркласи з питань музичного виховання, та читає семінари з майстерності телеведучої у творчих ВУЗах країни.
Учасниця проекту «Колискова для майбутнього» як автор і виконавиця відомих українських колисанок, серед яких «Сонько-Дрімко», «Тане вечір», «Вітеречку», та інші (Дніпро, Северо-Донецьк, Вінниця, Київ, Таллін).
Художній керівник дитячого шоу-гурту «Мигалки», та жіночого тріо «Чарівниця».
Переможиця Міжнародного конкурсу-фестивалю «Тарас Шевченко єднає народи» за кращий відеокліп на авторську пісню «Доля» на вірші Тараса Шевченка.
Член Конгресу літераторів України, Спілки театральних діячів України, ТО асоціація діячів естради України.
Працює методистом у мистецькому ліцеї "Зміна" Дніпровського району міста Києва. Співпрацює з поетами Костянтином Гнатенко, Олексієм Кононенко, співаками Павлом Скляровим, Інесою Братущик, Яриною Сонячною. Пісні останніх років "Пес Патрон", "Український Борщ", "Вальс 22-го року", "Паперові літачки". Має сторінку в YouTube, де розповідає дітям музичні казки і веде уроки співів для дітей молодшого віку. Має дитячу концертну програму "Я ваша Тьотя Алла", з якою з успіхом виступає в Україні та за її межами.

### Особисте життя
Має доньку Олександру і онуку Євгенію.